# نوا رید
نوا رید (انگلیسی: Noah Reid؛ زادهٔ ۲۹ مهٔ ۱۹۸۷) هنرپیشه، موسیقی‌دان اهل کانادا است. وی از سال ۱۹۹۶ میلادی تا کنون مشغول فعالیت بوده‌است.
از جمله فیلم‌ها و مجموعه‌های تلویزیونی که وی در آنها به ایفای نقش پرداخته می‌توان به دگراسی: نسل بعدی، پلیس‌های تازه‌کار، محدوده بیرونی و در عشق و جنگاشاره کرد.